# 大字下上津役
大字下上津役（おおあざしもこうじゃく）は、かつて福岡県北九州市八幡西区に存在していた大字。1989年(平成元年)の住居表示実施に伴い消滅した。

## 地理
八幡西区の中部西側に位置し、北西に永犬丸地区、北に引野地区、東に上上津役地区，南に小嶺地区，香月地区，西に中間市に囲まれた、かつての遠賀郡下上津役村だった地域である。地形としては、地域内を南南東から北北西に流れる二級河川金山川流域を除いては高低差のある土地から成っていた。

## 地域の特徴
古くから現在の下上津役元町、下上津役二丁目付近に集落が存在していた。1956年（昭和31年）の筑豊電気鉄道黒崎～中間間の開通を機に春日台団地，旭ヶ丘団地，下上津役団地，塔野団地等の団地が形成され、北九州市の副都心である黒崎のベッドタウンとして発展した。

## 歴史

### 沿革
- 1878年（明治11年）11月1日 - 郡区町村編制法の福岡県での施行により、行政区画としての遠賀郡が発足。遠賀郡下上津役村となる。
- 1889年（明治22年）4月1日 - 町村制施行により、上上津役村、下上津役村、小嶺村、市瀬村、引野村、穴生村の6村が合併し、上津役村が発足。下上津役村は上津役村大字下上津役となる。
- 1937年（昭和12年）5月 - 上津役村が八幡市に編入。上津役村大字下上津役は八幡市大字下上津役となる。
- 1963年（昭和38年）2月1日 - 八幡市、戸畑市、小倉市、若松市、門司市の5市が合併し、北九州市が発足。八幡市大字下上津役は北九州市八幡区大字下上津役となる。
- 1963年（昭和38年）4月1日 - 北九州市が政令指定都市に指定され、八幡区、戸畑区、小倉区、若松区、門司区の5区を設置。北九州市八幡区大字下上津役は北九州市八幡区大字下上津役となる。
- 1974年（昭和49年）4月1日 - 八幡区が八幡西区と八幡東区に分かれ、北九州市八幡西区大字下上津役となる[1]。
- 1979年（昭和54年）6月1日 - 大字下上津役の一部が永犬丸南町五丁目になる[2]。
- 1981年（昭和56年）6月1日 - 大字下上津役の一部が下上津役元町，塔野一丁目 - 三丁目，三ケ森三丁目，春日台一丁目 - 五丁目になる[3]。
- 1983年（昭和58年）6月1日 - 大字下上津役の一部が沖田一丁目 - 五丁目，春日台六丁目，中の原一丁目 - 三丁目になる[4]。
- 1984年（昭和59年）6月1日 - 大字下上津役の一部が下上津役一丁目 - 四丁目，大平一丁目 - 三丁目，大平台，船越一丁目 - 三丁目，町上津役西一丁目 - 四丁目になる[5]。
- 1985年（昭和60年）6月1日 - 大字下上津役の一部が市瀬一丁目，上の原一丁目 - 四丁目になる[6]。
- 1986年（昭和61年）6月1日 - 大字下上津役の一部が上上津役三丁目，小嶺一丁目になる[7]。
- 1989年（平成元年）6月1日 - 大字下上津役の一部が三ケ森四丁目になる。大字下上津役の一部が沖田四丁目，沖田五丁目に編入する。以上をもって大字下上津役は消滅[8]。